# サマーズ級駆逐艦
サマーズ級駆逐艦（ - きゅう くちくかん、英語: Somers-class destroyers）は、アメリカ海軍の駆逐艦の艦級。ポーター級駆逐艦を元に設計された嚮導駆逐艦。一番艦は、リチャード・サマーズに因み命名されている。

## 概要

### 船体・兵装・機関
元来はポーター級の同型艦として計画された。しかし、年毎の技術革新の動きに対応すべく、設計をバブコック&ウィルコックス社に依頼して、全くの新設計艦として建造される事となった。
前ポーター級から艦首楼型船体や38口径5インチ連装砲塔4基を踏襲しているが、ポーター級での前部三脚檣を棒檣に改めて後檣は省略し、艦橋の高さを抑えて後部方位盤を搭載しないなど前級でも問題になったトップヘビー傾向を軽減するため、装備が一部変更された。また、機関は高出力のボイラーに変更し、煙突は単煙突化することで甲板中央部に余裕を作り、4連装魚雷発射管を前級よりも1基多い3基（射線12、片舷12）を首尾線上に装備した。片舷12射線の雷装は、1943年に日本海軍の島風（5連装魚雷発射管3基、片舷15射線）が就役するまで、駆逐艦の雷装としては最も強力な攻撃力を有していた。
しかし、マハン級駆逐艦で問題となった魚雷発射管の荒天時運用を解決するために発射管の配置を一段上げ、対空もできて装甲化された5インチ両用砲に変更するなど、かえってトップヘビーを悪化させる結果になった。そのため、竣工後に第二魚雷発射管や後楼の構造物の撤去を行った。1934年計画で2隻、1935年に3隻の計5隻を計画、建造した。竣工後は上記の撤去工事後、訓練を行った。

### 戦歴・兵装の変遷
第二次世界大戦の勃発後は主に大西洋方面で哨戒任務にあたり、太平洋戦争が始まった後も護衛、哨戒任務に従事した。嚮導艦として建造された当級であったが、日本海軍同様に嚮導艦の役目は軽巡洋艦が受けもち、駆逐艦の大型化が進んだため嚮導艦として運用されず、アメリカ海軍が建造した最後の嚮導駆逐艦となった。ウォリントンとサンプソンの2隻は太平洋戦線のニューギニア方面で支援任務に参加したが、このうちのウォリントンは1944年、訓練中に暴風雨に遭遇し、トップヘビーが災いしてバハマ沖で沈没した。その他の艦は大きな海戦に参加することなかったが、ドイツのUボートや封鎖突破船狩りでいくつか戦果を挙げ、ノルマンディー上陸作戦やドラグーン作戦などにも参加した。ウォリントンを除く残存艦は1945年に退役し、1946年から1947年にかけて売却され解体された。
大戦勃発前からのトップヘビー改善の改修に続いて、大戦中は三番砲が撤去されて40ミリ連装機関砲と20ミリ機銃が装備された。デイヴィスとジョーエットは1945年に入ってポーター級改修艦と同様に5インチ砲を連装2基と単装1基に改め、艦橋は低くされた。魚雷発射管はすべて陸揚げされて、代わりに40ミリ機関砲を充実させた。

## 同型艦
- サマーズ (USS Somers, DD-381)　※クレムソン級(DD-301)以来三代目

由来の人物は、第一次バーバリ戦争に従軍し、二度目のイントレピッド決死隊を指揮し戦死したリチャード・サマーズ。
フェデラル造船所にて1935年6月27日起工、1937年3月13日進水、1937年12月1日就役。1945年10月28日退役後、1947年売却。
- ウォリントン (USS Warrington, DD-383)　※ポールディング級(DD-30)以来二代目

由来の人物は、米英戦争に従軍し、事故死したトマス・ギルマー海軍長官の代行など軍政に従事したルイス・ウォリントン代将。
フェデラル造船所にて1935年10月10日起工、1937年5月15日進水、1938年2月9日就役。1944年9月13日バハマ近海にてハリケーンにより遭難沈没。搭乗員321人中生存者は73人だけだった。
- サンプソン (USS Sampson, DD-394)　※サンプソン級(DD-63)以来二代目

由来の人物は、米西戦争時に総司令官を務めたが、不在時にスペイン艦隊との決着がつき殊勲を逸したウィリアム・T・サンプソン少将。
バス鉄工所にて1936年4月8日起工、1938年4月16日進水、1938年8月19日就役。1945年11月1日退役後、1946年売却。
- デイヴィス (USS Davis, DD-395)　※サンプソン級(DD-65)以来三代目

由来の人物は、海軍生活を通じて天文・潮流・海底地形の測量と研究に従事し、航路開発を続けたチャールズ・H・デイヴィス少将。
バス鉄工所にて1936年7月28日起工、1938年7月30日進水、1938年11月9日就役。1945年10月19日退役後、1947年売却。
- ジョーエット (USS Jouett, DD-396)　※ポールディング級(DD-41)以来二代目

由来の人物は、南北戦争時にメタコメット号艦長として参戦し、戦後パナマ事変鎮圧に派遣されたジェームズ・E・ジョーエット少将。
バス鉄工所にて1936年3月26日起工、1938年9月24日進水、1939年1月25日就役。1945年11月1日退役後、1946年売却。